# Cantonul Elne
Cantonul Elne este un canton din arondismentul Perpignan, departamentul Pyrénées-Orientales, regiunea Languedoc-Roussillon, Franța.

## Comune
- Bages
- Corneilla-del-Vercol
- Elne (reședință)
- Montescot
- Ortaffa
- Théza
- Villeneuve-de-la-Raho